# Estación de Monte Novo-Palma
La Estación Ferroviaria de Monte Nuevo-Palma (en portugués Monte Novo) es una plataforma de la Línea del Sur, que servía a las localidades de Palma y Monte Nuevo en el Ayuntamiento de Alcázar del Sal, Portugal.

## Descripción
En enero de 2011 disponía de dos vías de circulación con 522 y 525 metros de longitud. Las dos plataformas tenían 62 y 50 metros de longitud y 25 y 20 centímetros de altura.

## Historia
Esta plataforma se encuentra en el tramo entre Alcázar del Sal y Setúbal de la Línea del Sado, que empezó a servir el 25 de mayo de 1920.